# إلهام بلتون
إلهام بلتون لاعبة كرة قدم سودانية، تلعب في نادي الدفاع السوداني للسيدات، والذي أحرز لقب البطولة في أول دوري للسيدات في السودان في 2019. وسجلت إلهام هدف المبارة الوحيد، كما تم تتويجها بجائزة هدافة البطولة، برصيد 32 هدفا.